# Subdivisions de Montserrat

Carte des paroisses de Montserrat

Les Subdivisions de Montserrat sont appelées paroisses (parishes en anglais).

## Paroisses
Les trois paroisses de Montserrat sont :
- Saint Anthony (en bleu sur la carte) ;
- Saint George (en vert sur la carte) ;
- Saint Peter (en rouge sur la carte) ;

Les emplacements des établissements de l'île ont été considérablement changés depuis que l'activité volcanique a commencé. Seulement la paroisse Saint Peter dans le nord-ouest de l'île est maintenant habitée, avec une population de 4000 à 6000. Les deux autres paroisses sont encore trop dangereuses pour y habiter car le volcan est toujours actif en 2013.

## Villes et villages
Voir aussi : en:List of settlements abandoned after the 1997 Soufrière Hills eruption.
Villages et les villes qui se trouvent dans la zone de sécurité
- Baker Hill
- Banks
- Barzeys
- Blakes
- Brades (De facto capitale et le centre de gouvernement)
- Carr's Bay
- Cavalla Hill
- Cheap End
- Cudjoe Head
- Davy Hill
- Dick Hill
- Drummonds
- Frith
- Flemmings
- Fogarty
- Geralds (Comprend le nouvel aéroport)
- Hope
- Jack Boy Hill
- Judy Piece
- Katy Hill
- Lawyers Mountain
- Little Bay (Nouveau port et ville)
- Lookout
- Manjack
- Mongo Hill
- New Windward Estate
- Nixons
- Old Towne
- Olveston
- Salem
- Shinlands
- St. John's
- St. Peter's
- Sweeney's
- Woodlands

Abandonnées car dans la zone d'exclusion, car ils ne sont pas accessibles et ne sont plus habitables.
- Bethel
- Bramble
- Bugby Hole
- Cork Hill
- Dyers
- Elberton
- Fairfield
- Fairy Walk
- Farm
- Farrells
- Farells Yard
- Gages
- Garibaldi Hill
- Happy Hill
- Harris
- Hermitage
- Kinsale
- Lees
- Locust Valley
- Long Ground
- Molyneux
- Morris
- Plymouth (Capitale officielle, aujourd'hui abandonnée)
- Richmond
- Spanish Point
- St. George's Hill
- St. Patrick's
- Streatham
- Trants
- Trials
- Tuitts
- Weekes
- Windy Hill